# حسن يوسف (لاعب كرة قدم إماراتي)
حسن يوسف (مواليد 29 يناير 1992، لاعب كرة قدم إماراتي يجيد اللعب في الوسط مع النادي العربي.

## مسيرة اللاعب
لعب مع نادي الوصل ونادي الفجيرة ونادي العروبة ونادي اتحاد كلباء ونادي الإمارات والنادي العربي.

## روابط خارجية
- حسن يوسف على موقع قاعدة بيانات كرة القدم.إي يو (الإنجليزية)
- حسن يوسف على موقع Soccerway.com (الإنجليزية)
- حسن يوسف على موقع كووورة